# باربورا ووتکووی
باربورا ووتکووی (انگلیسی: Barbora Votíková؛ زادهٔ ۱۳ سپتامبر ۱۹۹۶) بازیکن فوتبال اهل جمهوری چک است.
از باشگاه‌هایی که در آن بازی کرده‌است می‌توان به باشگاه فوتبال اسلاویا پراگ اشاره کرد.
وی همچنین در تیم‌های ملی فوتبال Czech Republic women's national under-17 football team و زنان جمهوری چک بازی کرده‌است.